# Lo voglio morto
Lo voglio morto è un film del 1968 diretto da Paolo Bianchini.

## Trama
Verso la fine della guerra di secessione, l'ex guida di carovane Clayton intende acquistare un ranch per ritirarsi a vita privata insieme alla sorella Mercedes. Quest'ultima viene violentata ed uccisa dal bandito Jack Blood, alle dipendenze del potente trafficante di armi Mallek, il quale vorrebbe far fallire le trattative di pace tra Nordisti e Sudisti per proseguire i suoi affari. Con l'aiuto della messicana Aloma, di cui si innamora ricambiato, Clayton vendica la sorella mentre i fuorilegge si sterminano tra di loro. Con i soldi del bottino, l'eroe riesce ad acquistare il ranch.